# Rivalità calcistica Chelsea-Tottenham

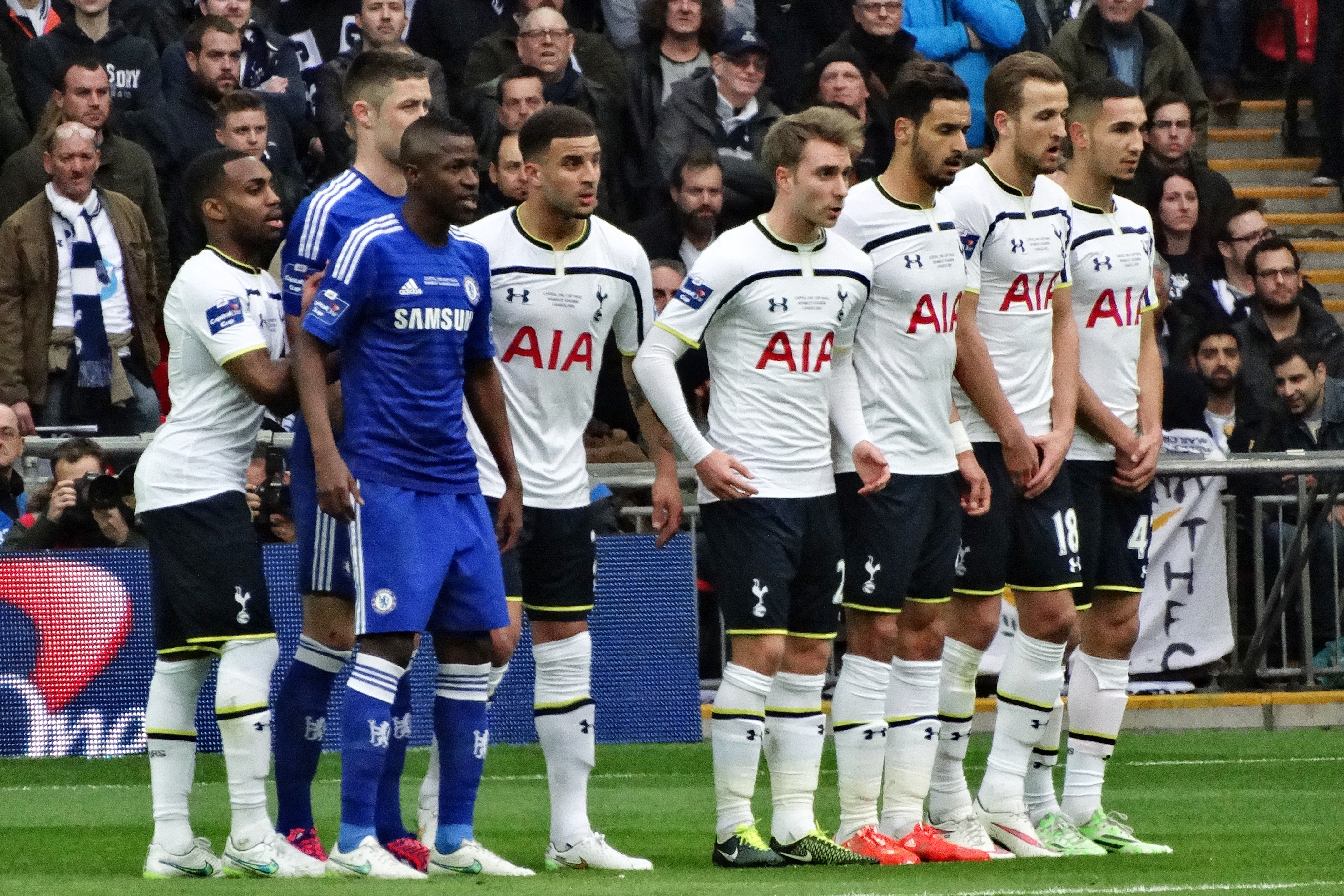
Chelsea e Tottenham Hotspur nella finale di League Cup 2014-2015.

La rivalità tra Chelsea – Tottenham è una rivalità tra le squadre di calcio professionistiche con sede a Londra Chelsea e Tottenham. Il Chelsea gioca le partite casalinghe allo Stamford Bridge, mentre il Tottenham gioca le partite casalinghe al Tottenham Hotspur Stadium.
Sebbene Chelsea e Tottenham non si siano mai considerati rivali primari, c'è sempre stato un forte astio tra i tifosi fin dalla finale di FA Cup del 1967. Le partite tra le due squadre attiravano spesso molti tifosi e talvolta finivano in violenti scontri tra tifosi.
Un sondaggio del 2012 ha mostrato che i tifosi del Chelsea considerano il Tottenham il loro principale rivale, al di sopra di Arsenal e Manchester United. Nello stesso sondaggio, viene mostrato che i tifosi del Tottenham considerano ancora il Chelsea il loro secondo rivale, dopo l'Arsenal.

## Storia
Il primo incontro di campionato tra le due squadre ebbe luogo il 18 dicembre 1909 a Stamford Bridge dopo che il Tottenham si unì alla Football League nel 1908 e ottenne la promozione alla First Division nel 1909. La partita fu vinta dal Chelsea 2–1. Entrambe le squadre tuttavia faticarono nella stagione 1909–10, e si incontrarono di nuovo a White Hart Lane il 30 aprile 1910 nell'ultima partita della stagione, con entrambi in lotta per la sopravvivenza nella First Division. Gli Spurs vinsero 2–1, facendo retrocedere il Chelsea, con il gol della vittoria segnato dall'ex giocatore del Chelsea Percy Humphreys.
Tuttavia, la rivalità di per se risale alla finale di FA Cup del 1967, che è stata la prima finale della competizione ad essere disputata tra due squadre di Londra, ed è quindi spesso soprannominata la "Cockney Cup Final". Il Tottenham vinse la partita per 2–1 con oltre 100.000 persone presenti.
La rivalità si è ulteriormente accesa durante la stagione 1974–75, quella in cui sia il Tottenham che il Chelsea lottarono contro la retrocessione dalla First Division. Prima della partita, il Tottenham era in zona retrocessione e il Chelsea aveva un punto di vantaggio. La tensione della partita ha portato i tifosi a invadere il campo prima e alla violenza. Dopo un inizio posticipato, il Tottenham vinse la partita per 2– 0. Il Chelsea riuscì a vincere nessuna delle ultime due partite e alla fine retrocedette dal First Division con il Tottenham che si salvò solamente per un punto.
Dagli anni '90, il Chelsea è diventato dominante nelle partite contro il Tottenham ed è stato imbattuto dai rivali per oltre un decennio, culminando con una vittoria per 6-1 a White Hart Lane nella stagione 1997-98. Il 5 novembre 2006, il Tottenham vinse sul Chelsea per 2–1 al White Hart Lane, ponendo fine a un periodo di 16 anni senza vittorie contro i Blues in campionato. Gli Spurs, tuttavia, batterono il Chelsea nel 2002 con una vittoria per 5-1 nella gara di ritorno della league cup dopo una sconfitta per 2–1 allo Stamford Bridge, con un punteggio complessivo di 6–3.

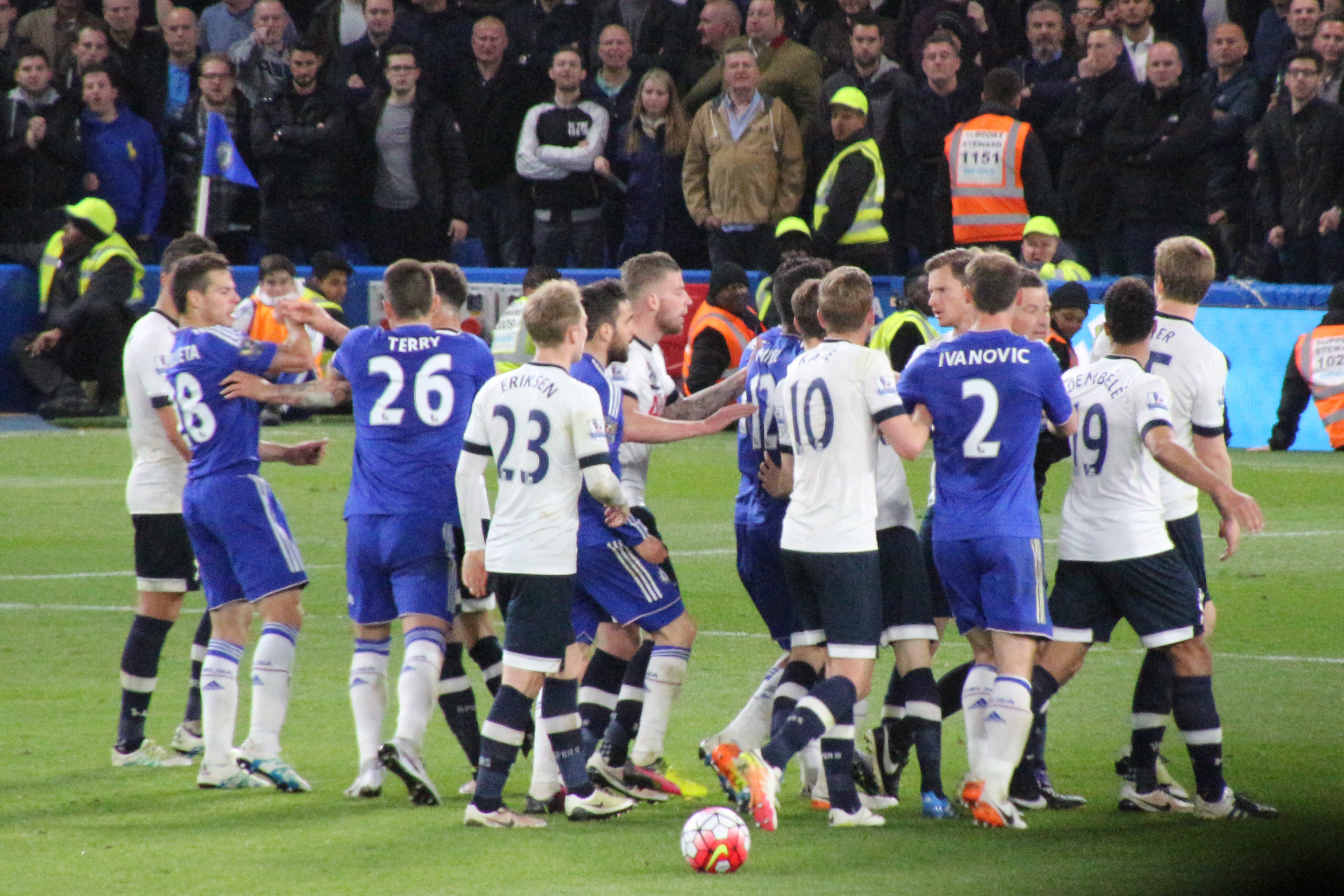
La rissa tra i giocatori nella partita tra Chelsea e Spurs soprannominata la "battaglia di Stamford Bridge" il 2 maggio 2016.

Il 1º marzo 2015, il Chelsea vinse la finale della Coppa di Lega 2014-2015 per 2–0 contro il Tottenham, con gol di John Terry e Diego Costa. I fan del Chelsea hanno fecero discutere per cori razzisti e antisemiti nella metropolitana di Londra dopo la partita. Dopo questa finale, il Chelsea superò il Tottenham per numero di trofei vinti.
Il 2 maggio 2016, Chelsea e Tottenham si incontrarono allo Stamford Bridge in una partita molto nervosa che alcuni avrebbero poi chiamato la "battaglia di Stamford Bridge". I primi due gol sono stati segnati da Harry Kane e Son Heung-min. Nel secondo tempo, Gary Cahill e Eden Hazard segnarono i due gol per il Chelsea. L'incontro si concluse con un pareggio per 2–2 che ha dato automaticamente al Leicester City il suo primo titolo in assoluto in Premier League. Questo è stato probabilmente il Tottenham più vicino a vincere il campionato dall'ultimo titolo nel 1961 e dall'ultimo terzo posto nel 1990. Quella partita riaccese la rivalità tra i due club in quanto i giocatori si sono attaccati a vicenda in campo, provocando nove cartellini gialli per il Tottenham (un record di Premier League per qualsiasi squadra), altri tre per il Chelsea con Moussa Dembélé squalificato per sei partite per condotta violenta.
Durante la partita di Premier League allo Stamford Bridge del 14 agosto 2022, l'allenatore del Chelsea Thomas Tuchel e l'allenatore degli Spurs Antonio Conte, che in precedenza allenò il Chelsea, furono entrambi espulsi a seguito di molteplici litigi a bordo campo, inizialmente quando Conte festeggiò davanti a Tuchel dopo il pareggio degli Spurs, e più tardi quando entrambi gli allenatori si scontrarono mentre si stringevano la mano dopo il fischio finale. La partita si concluse con un pareggio per 2–2 dopo il gol al 96º minuto dell'attaccante degli Spurs Kane.

## Statistiche

### Partite ufficiali
La seguente tabella contiene tutti i dati riguardanti gli scontri diretti tra le due squadre in partite ufficiali. (aggiornata al 26 febbraio 2023)
|            | Totale | Vittorie Chelsea | Pareggi | Vittorie Tottenham |
| ---------- | ------ | ---------------- | ------- | ------------------ |
| Campionato | 150    | 64               | 38      | 48                 |
| FA Cup     | 12     | 6                | 2       | 4                  |
| League Cup | 13     | 7                | 3       | 3                  |
| Totale     | 175    | 77               | 43      | 55                 |

### Cannonieri
Di seguito è riportato l'elenco dei principali cannonieri in tutte le gare ufficiali.
| Pos. | Nome                    | Squadra                    | Reti |
| ---- | ----------------------- | -------------------------- | ---- |
| 1    | Jimmy Floyd Hasselbaink | Chelsea                    | 12   |
| 2    | Cliff Jones             | Tottenham                  | 11   |
| 2    | Bobby Smith             | Tottenham (10) Chelsea (1) | 11   |
| 4    | Frank Lampard           | Chelsea                    | 9    |
| 5    | Jimmy Greaves           | Tottenham                  | 8    |
| 5    | Terry Medwin            | Tottenham                  | 8    |
| 5    | Kerry Dixon             | Chelsea                    | 8    |
| 5    | Harry Kane              | Tottenham                  | 8    |

## Risultati
La seguente tabella riporta tutti i risultati ottenuti dalle due squadre in ognuna delle partite ufficiali giocate tra loro.
| Nº  | Data       | Stadio                    | Competizione             | In casa   | Risultato       | In trasferta | Gol Chelsea                                  | Gol Tottenham                                 |
| --- | ---------- | ------------------------- | ------------------------ | --------- | --------------- | ------------ | -------------------------------------------- | --------------------------------------------- |
| 1   | 18/12/1909 | Stamford Bridge           | First Division 1909-1910 | Chelsea   | 2 - 1           | Tottenham    | Bradshaw, Windridge                          | Minter                                        |
| 2   | 05/02/1910 | Stamford Bridge           | FA Cup 1909-1910         | Chelsea   | 0 - 1           | Tottenham    |                                              | Humphreys                                     |
| 3   | 30/04/1908 | White Hart Lane           | First Division 1909-1910 | Tottenham | 2 - 1           | Chelsea      | Windridge                                    | Minter, Humphreys                             |
| 4   | 07/12/1912 | White Hart Lane           | First Division 1912-1913 | Tottenham | 1 - 0           | Chelsea      |                                              | Tattersall                                    |
| 5   | 12/04/1913 | Stamford Bridge           | First Division 1912-1913 | Chelsea   | 1 - 0           | Tottenham    | Ford                                         |                                               |
| 6   | 06/09/1913 | Stamford Bridge           | First Division 1913-1914 | Chelsea   | 1 - 3           | Tottenham    | Halse                                        | Cantrell (2), Grimsdell                       |
| 7   | 27/12/1913 | White Hart Lane           | First Division 1913-1914 | Tottenham | 1 - 2           | Chelsea      | Ford, Woodward                               | Fleming                                       |
| 8   | 05/09/1914 | White Hart Lane           | First Division 1914-1915 | Tottenham | 1 - 1           | Chelsea      | McNeil                                       | Cantrell                                      |
| 9   | 02/01/1915 | Stamford Bridge           | First Division 1914-1915 | Chelsea   | 1 - 1           | Tottenham    | Freeman                                      | Middlemiss                                    |
| 10  | 09/10/1920 | White Hart Lane           | First Division 1920-1921 | Tottenham | 5 - 0           | Chelsea      |                                              | Bliss (3), Dimmock, Wilson                    |
| 11  | 16/10/1920 | Stamford Bridge           | First Division 1920-1921 | Chelsea   | 0 - 4           | Tottenham    |                                              | Bliss, Dimmock, Wilson (2)                    |
| 12  | 17/12/1921 | White Hart Lane           | First Division 1921-1922 | Tottenham | 0 - 0           | Chelsea      |                                              |                                               |
| 13  | 24/12/1921 | Stamford Bridge           | First Division 1921-1922 | Chelsea   | 1 - 2           | Tottenham    | Ford                                         | Bliss (2)                                     |
| 14  | 16/12/1922 | Stamford Bridge           | First Division 1922-1923 | Chelsea   | 0 - 0           | Tottenham    |                                              |                                               |
| 15  | 23/12/1922 | White Hart Lane           | First Division 1922-1923 | Tottenham | 1 - 3           | Chelsea      | Armstrong                                    | Seed (2), Smith                               |
| 16  | 27/08/1923 | Stamford Bridge           | First Division 1923-1924 | Chelsea   | 0 - 1           | Tottenham    |                                              | Lindsay                                       |
| 17  | 03/09/1923 | White Hart Lane           | First Division 1923-1924 | Tottenham | 0 - 1           | Chelsea      | Linfoot                                      |                                               |
| 18  | 08/12/1928 | Stamford Bridge           | First Division 1928-1929 | Chelsea   | 1 - 1           | Tottenham    | Townrow                                      | Armstrong                                     |
| 19  | 20/04/1929 | White Hart Lane           | First Division 1928-1929 | Tottenham | 4 - 1           | Chelsea      | Elliot                                       | Harper (3), O'Callaghan                       |
| 20  | 28/09/1929 | Stamford Bridge           | First Division 1929-1930 | Chelsea   | 3 - 0           | Tottenham    | Pearson (2), Bishop                          |                                               |
| 21  | 01/02/1930 | White Hart Lane           | First Division 1929-1930 | Tottenham | 3 - 3           | Chelsea      | Crawford, Pearson, Mills                     | Thompson, Cook, Harperd                       |
| 22  | 30/09/1933 | Stamford Bridge           | First Division 1933-1934 | Chelsea   | 0 - 4           | Tottenham    |                                              | Hunt (3), O'Callaghan                         |
| 23  | 10/02/1934 | White Hart Lane           | First Division 1933-1934 | Tottenham | 2 - 1           | Chelsea      | Gregg                                        | Hunt, ?                                       |
| 24  | 15/09/1934 | Stamford Bridge           | First Division 1934-1935 | Chelsea   | 1 - 3           | Tottenham    | Russell                                      | Evans, O'Callaghanl, ?                        |
| 25  | 30/01/1935 | White Hart Lane           | First Division 1934-1935 | Tottenham | 1 - 3           | Chelsea      | Bambrick, Barraclough, Spence                | Hunt                                          |
| 26  | 14/10/1950 | Stamford Bridge           | First Division 1950-1951 | Chelsea   | 0 - 2           | Tottenham    |                                              | Duquemin, Walters                             |
| 27  | 03/03/1951 | White Hart Lane           | First Division 1950-1951 | Tottenham | 2 - 1           | Chelsea      | Campbell                                     | Burgess, Wright                               |
| 28  | 17/11/1951 | White Hart Lane           | First Division 1951-1952 | Tottenham | 3 - 2           | Chelsea      | Bentley, Campbell                            | Bennett, Duquemin, Nicholson                  |
| 29  | 30/04/1952 | Stamford Bridge           | First Division 1951-1952 | Chelsea   | 0 - 2           | Tottenham    |                                              | Bennett, Medley                               |
| 30  | 25/10/1952 | Stamford Bridge           | First Division 1952-1953 | Chelsea   | 2 - 1           | Tottenham    | McNichol, autogol                            | Ramsey                                        |
| 31  | 14/03/1953 | White Hart Lane           | First Division 1952-1953 | Tottenham | 2 - 3           | Chelsea      | Blunstone, Edwards, Lewis                    | Bennett, Willist                              |
| 32  | 07/11/1953 | White Hart Lane           | First Division 1953-1954 | Tottenham | 2 - 1           | Chelsea      | Stubbs                                       | Baily, Walters                                |
| 33  | 27/03/1954 | Stamford Bridge           | First Division 1953-1954 | Chelsea   | 1 - 0           | Tottenham    | McNichol                                     |                                               |
| 34  | 13/11/1954 | Stamford Bridge           | First Division 1954-1955 | Chelsea   | 2 - 1           | Tottenham    | Bentley, Lewis                               | Gavin                                         |
| 35  | 02/04/1955 | White Hart Lane           | First Division 1954-1955 | Tottenham | 2 - 4           | Chelsea      | Wicks, Sillett, McNichol (2)                 | Duquemin (2)                                  |
| 36  | 15/10/1955 | Stamford Bridge           | First Division 1955-1956 | Chelsea   | 2 - 0           | Tottenham    | Bentley, Smith                               |                                               |
| 37  | 25/02/1956 | White Hart Lane           | First Division 1955-1956 | Tottenham | 4 - 0           | Chelsea      |                                              | Brooks (2), Marchi, Smith                     |
| 38  | 06/10/1956 | Stamford Bridge           | First Division 1956-1957 | Chelsea   | 2 - 4           | Tottenham    | Armstrong, Lewis                             | Robb, Stokes (3)                              |
| 39  | 26/01/1957 | White Hart Lane           | FA Cup 1956-1957         | Tottenham | 4 - 0           | Chelsea      |                                              | Harmer, Medwin, Smith, Stokes                 |
| 40  | 20/02/1957 | White Hart Lane           | First Division 1956-1957 | Tottenham | 3 - 4           | Chelsea      | Allen (2), Saunders, McNichol                | Harmer, Medwin, Stokes                        |
| 41  | 24/08/1957 | White Hart Lane           | First Division 1957-1958 | Tottenham | 1 - 1           | Chelsea      | Greaves                                      | Stokes                                        |
| 42  | 21/12/1957 | Stamford Bridge           | First Division 1957-1958 | Chelsea   | 2 - 4           | Tottenham    | Bellett, McNichol                            | Harmer, Medwin, Smith (2)                     |
| 43  | 27/08/1958 | Stamford Bridge           | First Division 1958-1959 | Chelsea   | 4 - 2           | Tottenham    | Greaves, Tindall (2), Nicholas               | Medwin, Smith                                 |
| 44  | 03/09/1958 | White Hart Lane           | First Division 1958-1959 | Tottenham | 4 - 0           | Chelsea      |                                              | Medwin (3), Robb                              |
| 45  | 15/04/1960 | Stamford Bridge           | First Division 1959-1960 | Chelsea   | 1 - 3           | Tottenham    | Brabrook                                     | Smith (3)                                     |
| 46  | 18/04/1960 | White Hart Lane           | First Division 1959-1960 | Tottenham | 0 - 1           | Chelsea      | Greaves                                      |                                               |
| 47  | 31/03/1961 | White Hart Lane           | First Division 1960-1961 | Tottenham | 4 - 2           | Chelsea      | Brabrook, Tindall                            | Allen, Jones (2), Saul                        |
| 48  | 03/04/1961 | Stamford Bridge           | First Division 1960-1961 | Chelsea   | 2 - 3           | Tottenham    | Blunstone, Greaves                           | Smith, Medwin, Norman                         |
| 49  | 26/12/1961 | Stamford Bridge           | First Division 1961-1962 | Chelsea   | 0 - 2           | Tottenham    |                                              | Greaves, Jones                                |
| 50  | 30/12/1961 | White Hart Lane           | First Division 1961-1962 | Tottenham | 5 - 2           | Chelsea      | Moore (2)                                    | Allen, Jones (3), Mackay                      |
| 51  | 21/09/1963 | Stamford Bridge           | First Division 1963-1964 | Chelsea   | 0 - 3           | Tottenham    |                                              | (aut.) Shellito, Smith, Baker                 |
| 52  | 04/01/1964 | White Hart Lane           | FA Cup 1963-1964         | Tottenham | 1 - 1           | Chelsea      | Murray                                       | Dyson                                         |
| 53  | 08/01/1964 | Stamford Bridge           | FA Cup 1963-1964         | Chelsea   | 2 - 0           | Tottenham    | Murray, Tambling                             |                                               |
| 54  | 01/02/1964 | White Hart Lane           | First Division 1963-1964 | Tottenham | 1 - 2           | Chelsea      | Tambling (2)                                 | Greaves                                       |
| 55  | 24/10/1964 | White Hart Lane           | First Division 1964-1965 | Tottenham | 1 - 1           | Chelsea      | Graham                                       | Jones                                         |
| 56  | 20/02/1965 | Stamford Bridge           | FA Cup 1964-1965         | Chelsea   | 1 - 0           | Tottenham    | Bridges                                      |                                               |
| 57  | 10/03/1965 | Stamford Bridge           | First Division 1964-1965 | Chelsea   | 3 - 1           | Tottenham    | Bridges, Venables, Tambling                  | Gilzean                                       |
| 58  | 11/12/1965 | White Hart Lane           | First Division 1965-1966 | Tottenham | 4 - 2           | Chelsea      | Graham, Bridges                              | Gilzean (2), Jones (2)                        |
| 59  | 08/01/1966 | Stamford Bridge           | First Division 1965-1966 | Chelsea   | 2 - 1           | Tottenham    | Graham, Osgood                               | Mackay                                        |
| 60  | 26/10/1966 | Stamford Bridge           | First Division 1966-1967 | Chelsea   | 3 - 0           | Tottenham    | Tambling, Baldwin (2)                        |                                               |
| 61  | 18/03/1967 | White Hart Lane           | First Division 1966-1967 | Tottenham | 1 - 1           | Chelsea      | Hamilton                                     | Greaves                                       |
| 62  | 20/05/1967 | Wembley Stadium           | FA Cup 1966-1967         | Chelsea   | 1 - 2           | Tottenham    | Tambling                                     | Robertson, Saul                               |
| 63  | 18/11/1967 | White Hart Lane           | First Division 1967-1968 | Tottenham | 2 - 0           | Chelsea      |                                              | Gilzean, Jones                                |
| 64  | 13/04/1968 | Stamford Bridge           | First Division 1967-1968 | Chelsea   | 2 - 0           | Tottenham    | Baldwin, Houseman                            |                                               |
| 65  | 31/08/1968 | Stamford Bridge           | First Division 1968-1969 | Chelsea   | 2 - 2           | Tottenham    | Birchenall, Osgood                           | Greaves, Jones                                |
| 66  | 22/03/1969 | White Hart Lane           | First Division 1968-1969 | Tottenham | 1 - 0           | Chelsea      |                                              | Johnson                                       |
| 67  | 27/08/1969 | White Hart Lane           | First Division 1969-1970 | Tottenham | 1 - 1           | Chelsea      | Webb                                         | Pearce                                        |
| 68  | 04/04/1970 | Stamford Bridge           | First Division 1969-1970 | Chelsea   | 1 - 0           | Tottenham    | Baldwin                                      |                                               |
| 69  | 14/11/1970 | Stamford Bridge           | First Division 1970-1971 | Chelsea   | 0 - 2           | Tottenham    |                                              | Mullery, Pearce                               |
| 70  | 13/03/1971 | White Hart Lane           | First Division 1970-1971 | Tottenham | 2 - 1           | Chelsea      | Weller                                       | Chivers, Peters                               |
| 71  | 27/11/1971 | Stamford Bridge           | First Division 1971-1972 | Chelsea   | 1 - 0           | Tottenham    | Cooke                                        |                                               |
| 72  | 22/12/1971 | Stamford Bridge           | League Cup 1971-1972     | Chelsea   | 3 - 2           | Tottenham    | Hollins, Garland, Osgood                     | Chivers, Naylor                               |
| 73  | 05/01/1972 | White Hart Lane           | League Cup 1971-1972     | Tottenham | 2 - 2           | Chelsea      | Garland, Hudson                              | Chivers, Peters                               |
| 74  | 15/04/1972 | White Hart Lane           | First Division 1971-1972 | Tottenham | 3 - 0           | Chelsea      |                                              | Chivers (2), Coates                           |
| 75  | 21/10/1972 | White Hart Lane           | First Division 1972-1973 | Tottenham | 0 - 1           | Chelsea      | Hollins                                      |                                               |
| 76  | 03/04/1973 | Stamford Bridge           | First Division 1972-1973 | Chelsea   | 0 - 1           | Tottenham    |                                              | Pratt                                         |
| 77  | 03/04/1974 | White Hart Lane           | First Division 1973-1974 | Tottenham | 1 - 2           | Chelsea      | Harris, Droy                                 | Evans                                         |
| 78  | 15/04/1974 | Stamford Bridge           | First Division 1973-1974 | Chelsea   | 0 - 0           | Tottenham    |                                              |                                               |
| 79  | 12/10/1974 | Stamford Bridge           | First Division 1974-1975 | Chelsea   | 1 - 0           | Tottenham    | Hollins                                      |                                               |
| 80  | 19/04/1975 | White Hart Lane           | First Division 1974-1975 | Tottenham | 2 - 0           | Chelsea      |                                              | Conn, Perryman                                |
| 81  | 26/08/1978 | White Hart Lane           | First Division 1978-1979 | Tottenham | 2 - 2           | Chelsea      | Swain (2)                                    | Armstrong, Duncan                             |
| 82  | 18/11/1978 | Stamford Bridge           | First Division 1978-1979 | Chelsea   | 1 - 3           | Tottenham    | Langley                                      | Hoddle, Lee (2)                               |
| 83  | 06/03/1982 | Stamford Bridge           | FA Cup 1981-1982         | Chelsea   | 2 - 3           | Tottenham    | Mayes, Fillery                               | Archibald, Hazard, Hoddle                     |
| 84  | 24/11/1984 | White Hart Lane           | First Division 1984-1985 | Tottenham | 1 - 1           | Chelsea      | Dixon                                        | Falco                                         |
| 85  | 27/04/1985 | Stamford Bridge           | First Division 1984-1985 | Chelsea   | 1 - 1           | Tottenham    | Nevin                                        | Galvin                                        |
| 86  | 04/09/1985 | White Hart Lane           | First Division 1985-1986 | Tottenham | 4 - 1           | Chelsea      | Dixon                                        | Chiedozie, Falco, Miller, Roberts             |
| 87  | 28/12/1985 | Stamford Bridge           | First Division 1985-1986 | Chelsea   | 2 - 0           | Tottenham    | Dixon, Spackman                              |                                               |
| 88  | 13/09/1986 | White Hart Lane           | First Division 1986-1987 | Tottenham | 1 - 3           | Chelsea      | Hazard (2), Dixon                            | Allen                                         |
| 89  | 20/12/1986 | Stamford Bridge           | First Division 1986-1987 | Chelsea   | 0 - 2           | Tottenham    |                                              | Allen (2)                                     |
| 90  | 22/08/1987 | White Hart Lane           | First Division 1987-1988 | Tottenham | 1 - 0           | Chelsea      |                                              | Claesen                                       |
| 91  | 02/01/1988 | Stamford Bridge           | First Division 1987-1988 | Chelsea   | 0 - 0           | Tottenham    |                                              |                                               |
| 92  | 16/09/1989 | White Hart Lane           | First Division 1989-1990 | Tottenham | 1 - 4           | Chelsea      | Wilson (2), Dixon, Clarke                    | Gascoigne                                     |
| 93  | 10/02/1990 | Stamford Bridge           | First Division 1989-1990 | Chelsea   | 1 - 2           | Tottenham    | Bumstead                                     | Howells, Lineker                              |
| 94  | 01/12/1990 | Stamford Bridge           | First Division 1990-1991 | Chelsea   | 3 - 2           | Tottenham    | Dixon, Durie, Bumstead                       | Gascoigne, Lineker                            |
| 95  | 16/01/1991 | Stamford Bridge           | League Cup 1990-1991     | Chelsea   | 0 - 0           | Tottenham    |                                              |                                               |
| 96  | 23/01/1991 | White Hart Lane           | League Cup 1990-1991     | Tottenham | 0 - 3           | Chelsea      | Wise, Dixon, Townsend                        |                                               |
| 97  | 02/03/1991 | White Hart Lane           | First Division 1990-1991 | Tottenham | 1 - 1           | Chelsea      | Durie                                        | Lineker                                       |
| 98  | 24/08/1991 | White Hart Lane           | First Division 1991-1992 | Tottenham | 1 - 3           | Chelsea      | Dixon, Wilson, Townsend                      | Lineker                                       |
| 99  | 11/01/1992 | Stamford Bridge           | First Division 1991-1992 | Chelsea   | 2 - 0           | Tottenham    | Allen, Wise                                  |                                               |
| 100 | 05/12/1992 | White Hart Lane           | Premier League 1992-1993 | Tottenham | 1 - 2           | Chelsea      | Newton (2)                                   | Campbell                                      |
| 101 | 20/03/1993 | Stamford Bridge           | Premier League 1992-1993 | Chelsea   | 1 - 1           | Tottenham    | Cascarino                                    | Sheringham                                    |
| 102 | 01/09/1993 | White Hart Lane           | Premier League 1993-1994 | Tottenham | 1 - 1           | Chelsea      | Cascarino                                    | Sheringham                                    |
| 103 | 27/02/1994 | Stamford Bridge           | Premier League 1993-1994 | Chelsea   | 4 - 3           | Tottenham    | Donaghy, Stein (2), Spencer                  | Sedgley, Dozzell, Gray                        |
| 104 | 23/11/1994 | White Hart Lane           | Premier League 1994-1995 | Tottenham | 0 - 0           | Chelsea      |                                              |                                               |
| 105 | 11/02/1995 | Stamford Bridge           | Premier League 1994-1995 | Chelsea   | 1 - 1           | Tottenham    | Wise                                         | Sheringham                                    |
| 106 | 25/11/1995 | Stamford Bridge           | Premier League 1995-1996 | Chelsea   | 0 - 0           | Tottenham    |                                              |                                               |
| 107 | 27/04/1996 | White Hart Lane           | Premier League 1995-1996 | Tottenham | 1 - 1           | Chelsea      | Hughes                                       | Armstrong                                     |
| 108 | 26/10/1996 | Stamford Bridge           | Premier League 1996-1997 | Chelsea   | 3 - 1           | Tottenham    | Gullit, Lee, Di Matteo                       | Armstrong                                     |
| 109 | 01/02/1997 | White Hart Lane           | Premier League 1996-1997 | Tottenham | 1 - 2           | Chelsea      | (aut.) Campbell, Di Matteo                   | Howells                                       |
| 110 | 06/12/1997 | White Hart Lane           | Premier League 1997-1998 | Tottenham | 1 - 6           | Chelsea      | André Flo (3), Di Matteo, Petrescu, Nicholls | Vega                                          |
| 111 | 11/04/1998 | Stamford Bridge           | Premier League 1997-1998 | Chelsea   | 2 - 0           | Tottenham    | André Flo, Vialli                            |                                               |
| 112 | 19/12/1998 | Stamford Bridge           | Premier League 1998-1999 | Chelsea   | 2 - 0           | Tottenham    | Poyet, André Flo                             |                                               |
| 113 | 10/05/1999 | White Hart Lane           | Premier League 1998-1999 | Tottenham | 2 - 2           | Chelsea      | Poyet, Goldbaek                              | Iversen, Ginola                               |
| 114 | 12/01/2000 | Stamford Bridge           | Premier League 1999-2000 | Chelsea   | 1 - 0           | Tottenham    | Weah                                         |                                               |
| 115 | 05/02/2000 | White Hart Lane           | Premier League 1999-2000 | Tottenham | 0 - 1           | Chelsea      | Lambourde                                    |                                               |
| 116 | 28/10/2000 | Stamford Bridge           | Premier League 2000-2001 | Chelsea   | 3 - 0           | Tottenham    | Hasselbaink (2), Zola                        |                                               |
| 117 | 17/04/2001 | White Hart Lane           | Premier League 2000-2001 | Tottenham | 0 - 3           | Chelsea      | Hasselbaink, Poyet, Gudjohnsen               |                                               |
| 118 | 16/09/2001 | White Hart Lane           | Premier League 2001-2002 | Tottenham | 2 - 3           | Chelsea      | Hasselbaink (2), Desailly                    | Sheringham (2)                                |
| 119 | 09/01/2002 | Stamford Bridge           | League Cup 2001-2002     | Chelsea   | 2 - 1           | Tottenham    | Hasselbaink (2)                              | Ferdinand                                     |
| 120 | 23/01/2002 | White Hart Lane           | League Cup 2001-2002     | Tottenham | 5 - 1           | Chelsea      | Forssell                                     | Iversen, Sherwood, Sheringham, Davies, Rebrov |
| 121 | 10/03/2002 | White Hart Lane           | FA Cup 2001-2002         | Tottenham | 0 - 4           | Chelsea      | Gallas, Gudjohnsen (2), Le Saux              |                                               |
| 122 | 13/03/2002 | Stamford Bridge           | Premier League 2001-2002 | Chelsea   | 4 - 0           | Tottenham    | Hasselbaink (3), Lampard                     |                                               |
| 123 | 03/11/2002 | White Hart Lane           | Premier League 2002-2003 | Tottenham | 0 - 0           | Chelsea      |                                              |                                               |
| 124 | 01/02/2003 | Stamford Bridge           | Premier League 2002-2003 | Chelsea   | 1 - 1           | Tottenham    | Zola                                         | Sheringham                                    |
| 125 | 13/09/2003 | Stamford Bridge           | Premier League 2003-2004 | Chelsea   | 4 - 2           | Tottenham    | Lampard, Mutu (2), Hasselbaink               | Kanoute (2)                                   |
| 126 | 02/04/2004 | White Hart Lane           | Premier League 2003-2004 | Tottenham | 0 - 1           | Chelsea      | Hasselbaink                                  |                                               |
| 127 | 19/09/2004 | Stamford Bridge           | Premier League 2004-2005 | Chelsea   | 0 - 0           | Tottenham    |                                              |                                               |
| 128 | 15/01/2005 | White Hart Lane           | Premier League 2004-2005 | Tottenham | 0 - 2           | Chelsea      | Lampard (2)                                  |                                               |
| 129 | 27/08/2005 | White Hart Lane           | Premier League 2005-2006 | Tottenham | 0 - 2           | Chelsea      | Del Horno, Duff                              |                                               |
| 130 | 11/03/2006 | Stamford Bridge           | Premier League 2005-2006 | Chelsea   | 2 - 1           | Tottenham    | Essien, Gallas                               | Jenas                                         |
| 131 | 05/11/2006 | White Hart Lane           | Premier League 2006-2007 | Tottenham | 2 - 1           | Chelsea      | Makélélé                                     | Dawson, Lennon                                |
| 132 | 11/03/2007 | Stamford Bridge           | FA Cup 2006-2007         | Chelsea   | 3 - 3           | Tottenham    | Lampard (2), Kalou                           | Berbatov, (aut.) Essien, Ghaly                |
| 133 | 19/03/2007 | White Hart Lane           | FA Cup 2006-2007         | Tottenham | 1 - 2           | Chelsea      | Shevchenko, Wright-Phillips                  | Keane                                         |
| 134 | 07/04/2007 | Stamford Bridge           | Premier League 2006-2007 | Chelsea   | 1 - 0           | Tottenham    | Carvalho                                     |                                               |
| 135 | 12/01/2008 | Stamford Bridge           | Premier League 2007-2008 | Chelsea   | 2 - 0           | Tottenham    | Belletti, Wright-Phillips                    |                                               |
| 136 | 24/02/2008 | Stamford Bridge           | League Cup 2007-2008     | Chelsea   | 1 - 2           | Tottenham    | Drogba                                       | Berbatov, Woodgate                            |
| 137 | 19/03/2008 | White Hart Lane           | Premier League 2007-2008 | Tottenham | 4 - 4           | Chelsea      | Drogba, Essien, Cole (2)                     | Woodgate, Berbatov, Huddlestone, Keane        |
| 138 | 31/08/2008 | Stamford Bridge           | Premier League 2008-2009 | Chelsea   | 1 - 1           | Tottenham    | Belletti                                     | Bent                                          |
| 139 | 21/03/2009 | White Hart Lane           | Premier League 2008-2009 | Tottenham | 1 - 0           | Chelsea      |                                              | Modrić                                        |
| 140 | 20/09/2009 | Stamford Bridge           | Premier League 2009-2010 | Chelsea   | 3 - 0           | Tottenham    | Cole, Ballack, Drogba                        |                                               |
| 141 | 17/04/2010 | White Hart Lane           | Premier League 2009-2010 | Tottenham | 2 - 1           | Chelsea      | Lampard                                      | Defoe, Bale                                   |
| 142 | 12/12/2010 | White Hart Lane           | Premier League 2010-2011 | Tottenham | 1 - 1           | Chelsea      | Drogba                                       | Pavlyuchenko                                  |
| 143 | 30/04/2011 | Stamford Bridge           | Premier League 2010-2011 | Chelsea   | 2 - 1           | Tottenham    | Lampard, Kalou                               | Sandro                                        |
| 144 | 22/12/2011 | White Hart Lane           | Premier League 2011-2012 | Tottenham | 1 - 1           | Chelsea      | Sturridge                                    | Adebayor                                      |
| 145 | 24/03/2012 | Stamford Bridge           | Premier League 2011-2012 | Chelsea   | 0 - 0           | Tottenham    |                                              |                                               |
| 146 | 15/04/2012 | Wembley Stadium           | FA Cup 2011-2012         | Tottenham | 1 - 5           | Chelsea      | Drogba, Mata, Ramires, Lampard, Malouda      | Bale                                          |
| 147 | 20/10/2012 | White Hart Lane           | Premier League 2012-2013 | Tottenham | 2 - 4           | Chelsea      | Cahill, Mata (2), Sturridge                  | Gallas, Defoe                                 |
| 148 | 08/05/2013 | Stamford Bridge           | Premier League 2012-2013 | Chelsea   | 2 - 2           | Tottenham    | Oscar, Ramires                               | Adebayor, Sigurdsson                          |
| 149 | 28/09/2013 | White Hart Lane           | Premier League 2013-2014 | Tottenham | 1 - 1           | Chelsea      | Terry                                        | Sigurdsson                                    |
| 150 | 08/03/2014 | Stamford Bridge           | Premier League 2013-2014 | Chelsea   | 4 - 0           | Tottenham    | Eto'o, Hazard, Ba (2)                        |                                               |
| 151 | 03/12/2014 | Stamford Bridge           | Premier League 2014-2015 | Chelsea   | 3 - 0           | Tottenham    | Hazard, Drogba, Rémy                         |                                               |
| 152 | 01/01/2015 | White Hart Lane           | Premier League 2014-2015 | Tottenham | 5 - 3           | Chelsea      | Costa, Hazard, Terry                         | Kane (2), Rose, Townsend, Chadli              |
| 153 | 01/03/2015 | Wembley Stadium           | League Cup 2014-2015     | Chelsea   | 2 - 0           | Tottenham    | Terry, Costa                                 |                                               |
| 154 | 29/11/2015 | White Hart Lane           | Premier League 2015-2016 | Tottenham | 0 - 0           | Chelsea      |                                              |                                               |
| 155 | 02/05/2016 | Stamford Bridge           | Premier League 2015-2016 | Chelsea   | 2 - 2           | Tottenham    | Cahill, Hazard                               | Kane, Son                                     |
| 156 | 26/11/2016 | Stamford Bridge           | Premier League 2016-2017 | Chelsea   | 2 - 1           | Tottenham    | Pedro, Moses                                 | Eriksen                                       |
| 157 | 04/01/2017 | White Hart Lane           | Premier League 2016-2017 | Tottenham | 2 - 0           | Chelsea      |                                              | Alli (2)                                      |
| 158 | 22/04/2017 | Wembley Stadium           | FA Cup 2016-2017         | Chelsea   | 4 - 2           | Tottenham    | Willian (2), Hazard, Matić                   | Kane, Alli                                    |
| 159 | 20/08/2017 | Wembley Stadium           | Premier League 2017-2018 | Tottenham | 1 - 2           | Chelsea      | Alonso (2)                                   | (aut.) Batshuayi                              |
| 160 | 01/04/2018 | Stamford Bridge           | Premier League 2017-2018 | Chelsea   | 1 - 3           | Tottenham    | Morata                                       | Eriksen, Alli (2)                             |
| 161 | 24/11/2018 | Wembley Stadium           | Premier League 2018-2019 | Tottenham | 3 - 1           | Chelsea      | Giroud                                       | Alli, Kane, Son                               |
| 162 | 08/01/2019 | Wembley Stadium           | League Cup 2018-2019     | Tottenham | 1 - 0           | Chelsea      |                                              | Kane                                          |
| 163 | 24/01/2019 | Stamford Bridge           | League Cup 2018-2019     | Chelsea   | 2 - 1 (4-2 dtr) | Tottenham    | Kanté, Hazard                                | Llorente                                      |
| 164 | 27/02/2019 | Stamford Bridge           | Premier League 2018-2019 | Chelsea   | 2 - 0           | Tottenham    | Pedro, (aut.) Trippier                       |                                               |
| 165 | 22/12/2019 | Tottenham Hotspur Stadium | Premier League 2019-2020 | Tottenham | 0 - 2           | Chelsea      | Willian (2)                                  |                                               |
| 166 | 22/02/2020 | Stamford Bridge           | Premier League 2019-2020 | Chelsea   | 2 - 1           | Tottenham    | Giroud, Alonso                               | (aut.) Rüdiger                                |
| 167 | 29/09/2020 | Tottenham Hotspur Stadium | League Cup 2020-2021     | Tottenham | 1 - 1 (5-4 dtr) | Chelsea      | Werner                                       | Lamela                                        |
| 168 | 29/11/2020 | Stamford Bridge           | Premier League 2020-2021 | Chelsea   | 0 - 0           | Tottenham    |                                              |                                               |
| 169 | 04/02/2021 | Tottenham Hotspur Stadium | Premier League 2020-2021 | Tottenham | 0 - 1           | Chelsea      | Jorginho                                     |                                               |
| 170 | 19/09/2021 | Tottenham Hotspur Stadium | Premier League 2021-2022 | Tottenham | 0 - 3           | Chelsea      | Silva, Kanté, Rüdiger                        |                                               |
| 171 | 05/01/2022 | Stamford Bridge           | League Cup 2021-2022     | Chelsea   | 2 - 0           | Tottenham    | Havertz, (aut.) Davies                       |                                               |
| 172 | 12/01/2022 | Tottenham Hotspur Stadium | League Cup 2021-2022     | Tottenham | 0 - 1           | Chelsea      | Rüdiger                                      |                                               |
| 173 | 23/01/2022 | Stamford Bridge           | Premier League 2021-2022 | Chelsea   | 2 - 0           | Tottenham    | Ziyech, Silva                                |                                               |
| 174 | 14/08/2022 | Stamford Bridge           | Premier League 2022-2023 | Chelsea   | 2 - 2           | Tottenham    | Koulibaly, James                             | Hojbjerg, Kane                                |
| 175 | 26/02/2023 | Tottenham Hotspur Stadium | Premier League 2022-2023 | Tottenham | 2 - 0           | Chelsea      |                                              | Skipp, Kane                                   |
| 176 | 07/11/2023 | Tottenham Hotspur Stadium | Premier League 2023-2024 | Tottenham | 1 - 4           | Chelsea      | Palmer, Jackson (3)                          | Kulusevski                                    |
| 177 | 02/05/2024 | Stamford Bridge           | Premier League 2023-2024 | Chelsea   | 2 - 0           | Tottenham    | Chalobah, Jackson                            |                                               |
| 178 | 08/12/2024 | Tottenham Hotspur Stadium | Premier League 2024-2025 | Tottenham | 3 - 4           | Chelsea      | Sancho, Palmer (2), Fernández                | Solanke, Kulusevski, Son                      |
| 179 | 03/04/2025 | Stamford Bridge           | Premier League 2024-2025 | Chelsea   | 1 - 0           | Tottenham    | Fernández                                    |                                               |
| 180 | 01/11/2025 | Tottenham Hotspur Stadium | Premier League 2025-2026 | Tottenham |                 | Chelsea      |                                              |                                               |
| 181 | 17/05/2026 | Stamford Bridge           | Premier League 2025-2026 | Chelsea   |                 | Tottenham    |                                              |                                               |